# Triumphis
Triumphis is een geslacht van weekdieren uit de klasse van de Gastropoda (slakken).

## Soort
- Triumphis distorta (Wood, 1828)